# Wyprawa morska Jerzmanowskiego w 1831

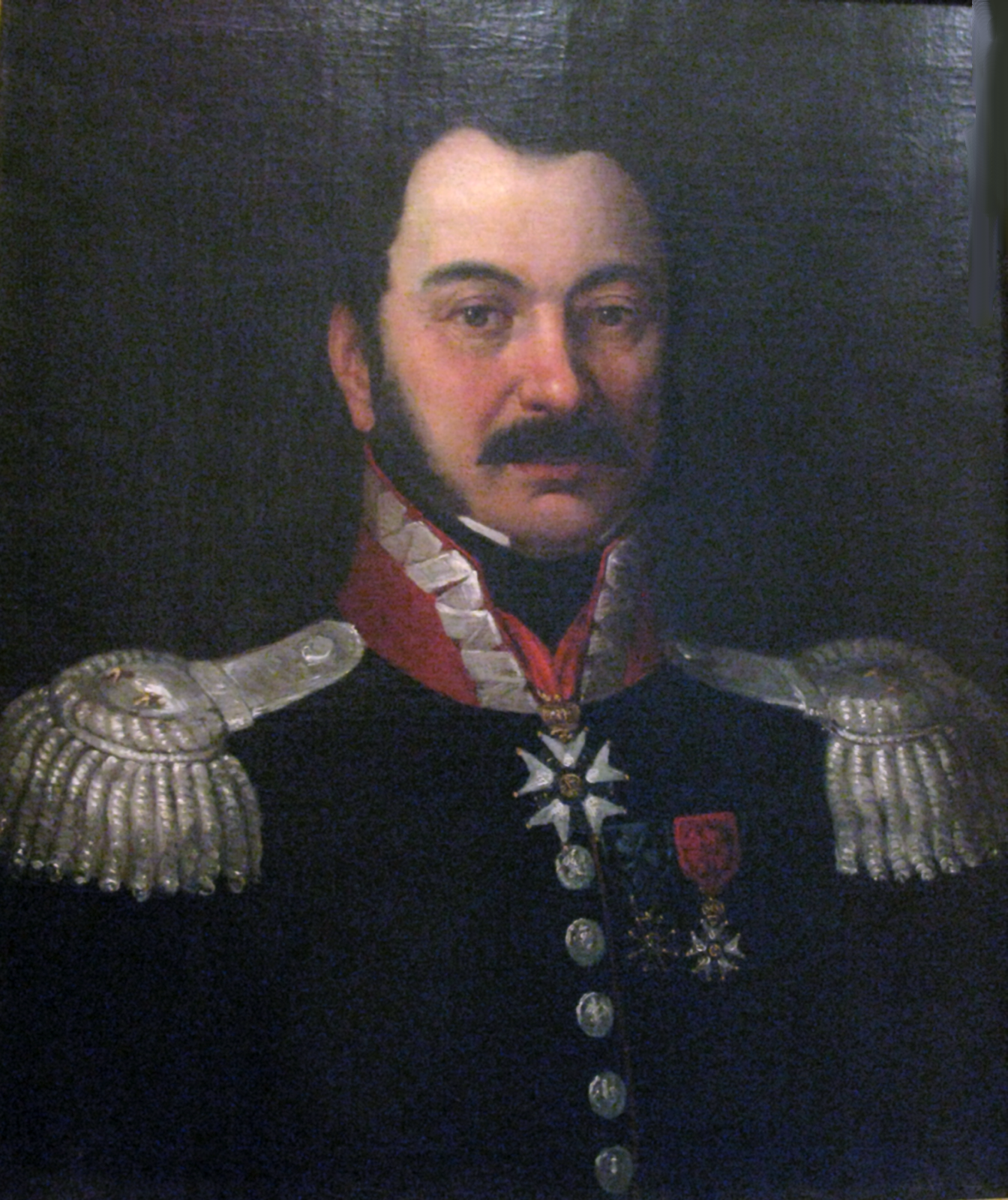
gen. Paweł Jan Jerzmanowski

Wyprawa morska Jerzmanowskiego w 1831 – próba dostarczenia broni i amunicji drogą morską z Londynu do Połągi na Litwie w czasie trwania powstania listopadowego. Wyprawą dowodził gen. Paweł Jan Jerzmanowski. Okręt z zaopatrzeniem bezpiecznie dotarł na miejsce, ale zbyt późno, ponieważ w momencie dotarcia, na Litwie nie było już większych sił powstańczych. Ponieważ wyprawa zakończyła się niepowodzeniem, okręt powrócił do Londynu.

## Geneza
W czasie trwania powstania listopadowego odczuwano braki w broni i amunicji. Jednym ze sposobów zaradzenia tej sytuacji była chęć sprowadzenia broni z zagranicy. Zorganizowano trzech dostawców: Evansa w Londynie, Jacquessona w Hamburgu i Poulaina w Paryżu.   Zaopatrzenie starano się przemycać drogą lądową głównie przez granicę austriacką, ale duża część tych transportów była zatrzymywana. To skłoniło prezesa Rządu Narodowego, księcia Adama Czartoryskiego, do zwrócenia uwagi na możliwość użycia drogi morskiej. W kwietniu 1831 został wysłany do Londynu Andrzej Evans, Anglik osiadły w Warszawie. Zawarł on umowę z domem handlowym „Thomas Evans”, z którego właścicielem był spokrewniony, na dostarczanie do Połągi transportu broni. Transport ten miał składać się z 15 800 karabinów, za które Andrzej Evans zapłacił 1 455 414 zł licząc po 4 szylingi i 9 pensów za każdą sztukę broni. Brak jest danych o tym jakiego typu broń zakupiono. Mogły to być angielskie karabiny Brown Bess, lub mogła to być broń zdobyta w czasie wojen napoleońskich np. karabiny francuskie wz. 1777.

## Wyprawa

Szkic ożaglowania typu brygantyna

Transport miał zostać dokonany na wynajętej brygantynie „Symmetry”. Kapitanem statku był George Lind, a nadzór nad transportem powierzono przebywającemu we Francji od czasów kongresu wiedeńskiego byłemu pułkownikowi szwoleżerów polskich gwardii Napoleona baronowi Janowi Pawłowi Jerzmanowskiemu. Występował on jednak pod fałszywym nazwiskiem Robiere. Okręt miał płynąć pod banderą Wielkiej Brytanii: Union Jack, która miała być wywieszona na przednim maszcie. Zakładano, że Rosja będzie unikać zatargu z flotą angielską. Dodatkowo podczas podchodzenia do brzegu w Połądze miano używać też na tylnym maszcie bandery polskiej. Miała być ona prostokątna, prawie kwadratowa, podzielona po przekątnej od górnego rogu przy maszcie do dolnego swobodnego. Pole płachty nad przekątną białe, a pod przekątną czerwone. Statek więc pod Połągę miał podpłynąć z dwoma banderami. Polska bandera miała być też banderą sygnalizacyjną. Sygnalizacja z lądem miała się odbywać poprzez kilkukrotne podnoszenie i opuszczanie bandery, co miało być powtarzane przez flagę na lądzie. „Symmetry” wypłynął z Londynu 14 lipca 1831. Trasa rejsu przebiegała przez Morze Północne, Skagerrak, Kattegat, Sund i Bałtyk południowy. Trasę przebyto szczęśliwie, a statek nie wzbudził podejrzeń wśród floty duńskiej, szwedzkiej i rosyjskiej. 25 lipca 1831 statek dopłynął do Połągi, w której stali Rosjanie.  
Pierwotnie zakładano, że liczący 12 tys. żołnierzy korpus generała Antoniego Giełguda podtrzyma powstanie na Litwie do czasu przybycia okrętu, oraz opanuje on brzeg morski. Operacja lądowa jednak nie powiodła się. 10-13 maja 1831 doszło do przegranej bitwy pod Połągą. A w chwili przybycia statku już nie było w tym rejonie większych wojsk powstańczych. Część polskich wojsk w połowie lipca przeszła na terytorium Prus i tam została internowana, a reszta przebijała się w kierunku Warszawy. W tej sytuacji okręt zawrócił i na początku sierpnia wpłynął do Londynu. Wyprawa zakończyła się niepowodzeniem. 21 października 1831 roku upadło powstanie listopadowe.